# Landschaftsschutzgebiet Echthauser Berg/Echthauser Heide/Osterberg
Das Landschaftsschutzgebiet Echthauser Berg/Echthauser Heide/Osterberg mit 303 ha Flächengröße liegt in der Gemeinde Wickede (Ruhr) im Kreis Soest. Das Gebiet wurde 2006 mit dem Landschaftsplan V Ense-Wickede durch den Kreistag als Landschaftsschutzgebiet (LSG) ausgewiesen. Das LSG liegt südlich von Wickede und Echthausen. Das LSG geht bis an den Siedlungsrand. Das LSG grenzt im Norden und Osten an die L 732 und das Naturschutzgebiet Ruhraue (Kreis Soest) an. Im Süden grenzt das Naturschutzgebiet Wälder am Mühlenbach und die Kreisgrenze an.

## Beschreibung
Das LSG umfasst großflächige Waldbereiche und Offenlandbereiche.

## Schutzzweck
Die Ausweisung erfolgte wie bei anderen LSGs im Landschaftsplangebiet zur Erhaltung oder Wiederherstellung  der Leistungsfähigkeit des Naturhaushaltes; wegen der Vielfalt, Eigenart oder Schönheit des Landschaftsbildes oder wegen ihrer besonderen Bedeutung für die Erholung. Bedeutung der großflächigen, unzerschnittenen Waldbereiche für den Biotopverbund mit den angrenzenden Naturschutzgebiet Wälder am Mühlenbach und Naturschutzgebiet Lürwald, die im Rahmen der FFH-Richtlinie als innerhalb der Europäischen Gemeinschaft besonders schutzwürdige Bereiche ausgewiesen sind.

## Rechtliche Vorschriften
Wie in den anderen Landschaftsschutzgebieten im Landschaftsplangebiet besteht im LSG ein Verbot, Bauwerke zu errichten. Die Untere Naturschutzbehörde kann Ausnahme-Genehmigungen für Bauten aller Art erteilen. Wie in den anderen Landschaftsschutzgebieten besteht im LSG ein Verbot, Weihnachtsbaum-, Schmuckreisig- und Baumschul-Kulturen anzulegen. Es ist z. B. auch verboten, Bäume, Sträucher, Hecken, Feld- oder Ufergehölze zu beseitigen oder zu schädigen.